# Ariadna mollis
Ariadna mollis là một loài nhện trong họ Segestriidae.
Loài này thuộc chi Ariadna. Ariadna mollis được miêu tả năm 1876 bởi Holmberg.